# Zabójcze ciało
Zabójcze ciało (ang. Jennifer's Body) – amerykański film z 2009 roku, będący połączeniem horroru i czarnej komedii. Reżyserką była Karyn Kusama, a scenariusz napisała Diablo Cody.

## Fabuła
Jennifer to piękna i zmysłowa cheerleaderka, obiekt westchnień wszystkich chłopców w liceum, do którego uczęszcza. Pewnego dnia zostaje opętana przez demona. Od tego momentu staje się potworem, bez litości mordującym zakochanych w niej szkolnych kolegów. Jej przyjaciółka Needy usiłuje ją powstrzymać.

## Obsada
- Megan Fox − Jennifer Check
- Amanda Seyfried − Anita „Needy” Lesnicki
- Adam Brody − Nikolai
- J.K. Simmons − pan Wroblewski
- Amy Sedaris − Toni Lesnicki
- Juno Ruddell − oficer Warzak
- Nicole Leduc − Camille Dove
- Johnny Simmons − Chip
- Josh Emerson − Jonas Konelle
- Chris Pratt − oficer Roman Duda
- Kyle Gallner − Colin Gray
- Carrie Genzel − pani Check
- Emma Gallello − młoda Jennifer
- Megan Charpentier − mała Needy
- Juan Riedinger − Dirk